# Карраміти
Карраміти (араб. الكرامية) — ісламська богословська школа. Засновник — Абу Абдуллах Мухаммад ібн аль-Карр (806—868 рр.).

## Історія
Мухаммад ібн аль-Карр народився в Сістані. Він навчався в Хорасані та Мецці. Повертаючись з Мекки заснував ханаки в Єрусалимі, а потім ще в Палестині й Хорасані. У зв'язку з цим у каррамітів було багато послідовників, які згодом розділилися на кілька течій (абідія, хака'їкія, мухаджирія, ісхакія та ін.).
У X столітті карраміти були впливовими під час правління династії Газневідів. Поступово їхня роль зменшувалася, а з навалою монголів вони перестали існувати.

## Вчення
Карраміти вважали Бога субстанцією, а Його акциденцією предмети матеріального світу. Бога вони характеризували як тіло (джисм). Вони навчали, що Божественні атрибути знання, могутності, життя і волі (машиа) — одвічні, визнаючи також атрибут воління, бажання (ірада). У питанні свободи волі, карраміти оголошували Бога творцем всього, але одночасно надавали людині певну свободу у своїх діях. Карраміти висували ідеї, згідно з якими Бог дбає про світ і жодне з його творінь не буде приреченим.
Як і мутазиліти, карраміти вважали, що людський розум здатний самостійно розрізняти добро від зла. Істинність пророчої місії визначається не чудесами (муджаза), а доказами, що узгоджуються з розумом. Подібно мурджиїтам, карраміти розрізняли віру (іман) і дії (амал). Вони стверджували, що віра — це тільки словесне визнання людиною Аллаха й воно не пов'язане з вчинками. З цієї причини правовірним мусульманином вважається всякий, хто виголосив шагаду.